# La Guerra Sagrada
La Guerra Sagrada (en ruso: Свящéнная войнá, romanizado: Svyashchénnaya Voyná) es una canción patriótica soviética de la época de la Gran Guerra Patria, que se convirtió en el himno de la defensa de la Unión Soviética frente a la invasión llevada a cabo por la Alemania nazi. La música de la canción combina el paso amenazador de la marcha y el amplio canto melódico. También es conocido por la primera estrofa: "¡Levántate, país enorme!"
Es una de las canciones más famosas de la Gran Guerra Patria, que sigue interpretándose en las conmemoraciones referentes a la victoria de la URSS frente Alemania en 1945, en especial en los actos del Día de la Victoria, se usa la pieza Guerra Sagrada como música para la bandera rusa y la bandera de la victoria. En ese momento, todos los oficiales y soldados del desfile prestarán atención a la bandera. En la primera década del siglo XXI, Svyaschénnaya Voyná todavía se valora como un himno de guerra, de resistencia y de retribución sagradas.
La letra fue escrita por Vasili Lébedev-Kumach durante los primeros días de la invasión a la Unión Soviética por el ejército alemán. El compositor de la música fue Aleksandr Aleksándrov, fundador del Coro del Ejército Rojo y compositor del Himno nacional de la Unión Soviética.
La letra de Vasili Lébedev-Kumach fue publicada el 24 de junio de 1941 en los periódicos Krásnaya Zvezdá e Izvestia. Un día más tarde, el 25 de junio, Aleksandr Aleksándrov compuso la música y el cántico fue interpretado por vez primera al día siguiente, el 26 de junio de 1941, en la estación de ferrocarril Bielorussky de Moscú, por el Coro del Ejército Rojo, para animar a los soldados que partían para el frente de guerra. El cántico fue rápidamente aceptado entre las tropas; sin embargo, sólo se transmitió por radio el 15 de octubre del mismo año, después de derrotas colosales en la guerra, porque las autoridades pensaban que la letra era sombría y trágica, pero a partir de esa fecha se emitió diariamente por la Radio Soviética.
La melodía suena como toque de rebato y llama a la Guerra Sagrada de la nación entera contra sus invasores con un marcado sesgo ideológico antifascista y antinazi.

## Historia
El 24 de junio de 1941, dos días después del inicio de la Segunda Guerra Mundial, se publicaron simultáneamente los versos de lo que pronto sería la pieza Guerra Sagrada en los periódicos Izvestia y Krásnaya zvezdá, el poema estaba firmado por Vasili Lébedev-Kumach, entonces ya reconocido poeta soviético galardonado con Premio Stalin en Literatura y Arte. Inmediatamente Aleksandr Aleksándrov compuso la música para aquella letra dando luz a la pieza que luego tendría tanta trascendencia. Según afirma Víktor Suvórov, exmilitar soviético desertor, convertido en escritor de temas históricos, en su libro Rompehielos. Día "M" fue escrita por una orden que dio Stalin en febrero de 1941. La urgencia de la situación hizo que no hubiera tiempo para imprimir palabras y notas, y Aleksándrov las escribió con tiza en una pizarra, y los cantantes y músicos las copiaron en sus cuadernos Reservándose otro día se reservó para el ensayo.
El 26 de junio de 1941, en la Estación Belorussky de Moscú uno de los grupos del Coro del Ejército Rojo que todavía no había partido para el frente interpretó la pieza por primera vez. Según testigos presenciales, ese día la canción recién estrenada se interpretó cinco veces seguidas En mayo de 2005, en memoria de este hecho, se erigió una placa conmemorativa en ese lugar.
Aunque la pieza fue muy bien por acogida por la ciudadanía, no tuvo una amplia difusión oficial hasta el 15 de octubre de 1941 ya que las autoridades creían que tenía un sentido demasiado trágico ya que no cantaba sobre una victoria rápida "con poca sangre", sino sobre una pesada batalla mortal. A partir del 15 de octubre de 1941, cuando el ejército alemán ya había tomado Kaluga, Rzhev y Kalinin, la canción Guerra Sagrada comenzó a sonar a diario en las radios de toda la Unión Soviética. Sonada inmediatamente después de la melodía de sintonía que se realizaba con las campanas del reloj del Kremlin. La canción ganó gran popularidad en todos los frentes de la Gran Guerra Patria y mantuvo una alta moral entre las tropas, especialmente en las duras batallas defensivas que se dieron en diferentes lugares como la batalla de Stalingrado y la batalla de Leningrado.
Durante la guerra, la canción se grabó dos veces en Ramophone records en 1941  (Gramplasttrest n.º 11019) y en 1942 (Gramplasttrest n.º 119 [numeración de tres dígitos 1942-1943]).
En el período de posguerra, fue un tema habitual en las interpretaciones del Coro del Ejército Rojo, siempre con gran éxito tanto en la Unión de Repúblicas Socialistas Soviéticas (URSS) como en sus giras por otros países. Desde el primer momento fue una pieza imprescindible en los desfiles del Día de la Victoria, tanto de los realizados en la Unión Soviética como en Rusia.
El 22 de mayo de 2007, el Conjunto Académico de Canto y Danza A. V. Aleksándrov del Ejército Ruso interpretó la pieza en la sede de la OTAN en Bruselas que fue acogida con muchos aplausos por parte de los asistentes. Algunos medios rusos consideraron que una respuesta similar a una canción a la actitud negativa Occidente hacia Rusia adquirió un significado ambiguo.

## Controversia sobre la autoría de letra y música
Tras la disolución de la Unión Soviética y la prohibición del Partido Comunista de Rusia, se abrió un debate en los medios de comunicación sobre la autoría de la letra de la canción Guerra Sagrada. Andréi Víktorovich Malguín denunció en varios medios de comunicación que el texto de la canción Guerra Sagrada había sido escrito en 1916, por Aleksandr Adólfovich Bode, un profesor de literatura de Rybinsk y poeta durante la Primera Guerra Mundial y acusó a Lébedev-Kumach de plagio. Tras la celebración de un juicio por las acusaciones, la sentencia determinó que la acusación de plagio era falsa y difamatoria del honor, dignidad y reputación empresarial del autor de la canción y que Lébedev-Kumach era el autor del texto de la canción La Guerra Sagrada.
Por otro lado, hay publicaciones sobre la presencia en el Archivo Estatal Ruso de Literatura y Arte de un borrador de la canción escrita por la mano de V. I. Lébedev-Kumach, con sus numerosas ediciones que reflejan el trabajo constante en la creación del texto Sin embargo, el doctor en historia del arte E. M. Levashev defiende la autoría de A. A. Bode, expresando dudas sobre la imparcialidad y validez de la decisión del tribunal. También E. M. Levashev cuestiona la autoría de la música. Con la ayuda de un análisis histórico y estilístico, y también refiriéndose al testimonio de miembros de la familia Bode, corrobora la autoría de la melodía original perteneciente a A. A. Bode y asignando a A. V. Aleksándrov el papel de arreglista profesional. En particular, señala que el tribunal se negó a que los acusados realizaran un examen pericial.
Al mismo tiempo, una prueba indirecta de la autoría de A. V. Aleksándrov puede servir como su propia "Canción de Klim Voroshílov" en palabras de Ósip Yákovlevich Kólychev que escribió en 1938 y fue grabado en un disco en 1940, en cuya melodía es fácil escuchar el prototipo de la "Guerra Sagrada". Este último paralelismo ya lo notó el famoso musicólogo soviético A. N. Sojor.
Toda la controversia sobre la autoría de la pieza musical ha sido calificada como una búsqueda de sensacionalismo por parte de algunos periodistas que solo fue subsanado con la publicación de una rectificación en el periódico Nezavísimaya Gazeta el 8 de mayo de 1998 que decía: 

La información contenida en el artículo La Guerra Sagrada "es un eco de dos épocas" sobre el compositor V. I. Lébedev-Kumach, reconocido como falso y difamador del honor, la dignidad, la reputación comercial del autor de la canción "La Guerra Sagrada" V. I. Lébedev-Kumach. A este respecto, la redacción del periódico informa a los lectores que el autor del texto de la canción "La Guerra Sagrada" es V. I. Lébedev-Kumach.

## Letra
| Вставáй, странá огрóмная, Вставáй на смéртный бой С фашистской силой тёмною, С проклятою ордóй. (Припев 2x) Пусть ярость благорóдная Вскипáет, как волнá! Идёт войнá нарóдная, Свящéнная войнá! Пусть ярость благорóдная Вскипáет, как волнá! Идёт войнá нарóдная, Свящéнная войнá! Дадим отпóр душителям Всех плáменных идéй, Насильникам, грабителям, Мучителям людéй! (Припев) Пусть ярость благорóдная Вскипáет, как волнá! Идёт войнá нарóдная, Свящéнная войнá! Не смéют крылья чёрные Над Рóдиной летáть, Поля её простóрные Не смéет враг топтáть! (Припев) Пусть ярость благорóдная Вскипáет, как волнá! Идёт войнá нарóдная, Свящéнная войнá! Гнилой фашистской нéчисти Загóним пулю в лоб, Отрéбью человéчества Сколóтим крéпкий гроб! (Припев 2x) Пусть ярость благорóдная Вскипáет, как волнá! Идёт войнá нарóдная, Свящéнная войнá! Пусть ярость благорóдная Вскипáет, как волнá! Идёт войнá нарóдная, Свящéнная войнá! | Vstaváy, straná agrómnaia, vstaváy na smiértniy bóy S fashístskay sílay tiomnaiu S prakliátaiu ardóy. (Pripev 2x) Pust' iárast' blagaródnaia Vskipáiet, kak valná! Idiot vayná naródnaia, sviaschénnaia vayná! Pust' iárast' blagaródnaia Vskipáiet, kak valná! Idiot vayná naródnaia, sviaschénnaia vayná! Dadim atpor dushíteliam vsiej plámennyj yiyéi, Nasíl'nikam, grabíteliam, muchítieliam liudéi! (Pripev) Pust' iárast' blagaródnaia Vskipáiet, kak valná! Idiot vayná naródnaia, sviaschénnaia vayná! Nie smiéiut kryl`ia chórnyie nad Róyinay lietat', Paliá yeió prastórnyie nie smiéiet vrag taptat'! (Pripev) Pust' iárast' blagaródnaia Vskipáiet, kak valná! Idiot vayná naródnaia, sviaschénnaia vayná! Gnilóy fashístskay niéchisti Zagónim púliu v lob, atreb'iu chelovéchestva skalótim kriépkiy grob! (Pripev 2x) Pust' iárast' blagaródnaia Vskipáiet, kak valná! Idiot vayná naródnaia, sviaschénnaia vayná! Pust' iárast' blagaródnaia Vskipáiet, kak valná! Idiot vayná naródnaia, sviaschénnaia vayná! | De pie, gran patria de pie hacia la mortal batalla, contra las oscuras hordas fascistas, contra sus hordas del mal. (Coro, 2 veces) ¡Hagamos que nuestra ira los azote como una ola! La guerra del pueblo, ¡La guerra sagrada! ¡Hagamos que nuestra ira los azote como una ola! La guerra del pueblo, ¡La guerra sagrada! Repeleremos a los estranguladores de las ideas ardientes. Violadores, saqueadores, torturadores del pueblo. (Coro) ¡Hagamos que nuestra ira los azote como una ola! La guerra del pueblo, ¡Una guerra sagrada! Las alas oscuras no osarán volar sobre la Madre Patria. ¡Y sus vastos campos no se atreverán a pisotear! (Coro) ¡Hagamos que nuestra ira los azote como una ola! La guerra del pueblo, ¡La guerra sagrada! A la podrida inmundicia fascista le meteremos una bala en la frente. ¡Para tal escoria, forjaremos un ataúd! (Coro, 2 veces) ¡Hagamos que nuestra ira los azote como una ola! La guerra del pueblo, ¡La guerra sagrada! ¡Hagamos que nuestra ira los azote como una ola! La guerra del pueblo, ¡La guerra sagrada! |